# 小檗叶石楠
小檗叶石楠（学名：Photinia berberidifolia）为蔷薇科石楠属的植物，为中国的特有植物。分布在中国大陆的四川等地，生长于海拔2,200米至2,400米的地区，目前尚未由人工引种栽培。